# Bataille de Mogadiscio
Guerre civile somalienne
La bataille de Mogadiscio, appelée bataille de la mer Noire (anglais : Battle of the Black Sea) par les américains ou jour des Rangers (somali : Maalintii Rangers) par les somaliens, est une bataille qui s'est déroulée les 3 et 4 octobre 1993 à Mogadiscio, en Somalie, entre un détachement interarmées américain appelé Task Force Ranger et les milices de différents clans somaliens, lors d'une tentative d'arrêter deux proches d'un chef de guerre somalien, le général Mohamed Farrah Aidid.
Appelée aussi « Black Hawk Down » en référence à l'événement marquant où les somaliens abattirent trois hélicoptères américains Black Hawk à l'aide de lance-roquettes RPG-7, deux s’écrasèrent en zone hostile, entraînant la capture d’un pilote. Cet événement ainsi que la diffusion d’images de rangers traînés dans les rues choqua profondément l’opinion publique américaine.
Elle deviendra célèbre avec la publication du livre Black Hawk Down : A Story of Modern War de Mark Bowden en 1999 et surtout son adaptation au cinéma par Ridley Scott en 2001, diffusé en France sous le titre La Chute du faucon noir.

## Contexte

### La guerre civile somalienne
Le 26 janvier 1991, le dictateur somalien Mohamed Siad Barre est destitué et contraint à l'exil. Ali Mahdi Muhammad lui succède, mais le général Aidid veut sa part du butin. La Somalie sombre dans la guerre civile. La famine fait son apparition du fait du manque de moyens et d'aides financières, d'une sécheresse prolongée, et de la volonté des chefs de guerre de priver de nourriture les clans rivaux.

### Les opérations de l'ONU en Somalie
Le 3 décembre 1992, les Nations unies (ONU) lancent l'opération Restore Hope, sous le contrôle des États-Unis. Cette opération a pour but la reconstruction d'infrastructures, l'apport de denrées alimentaires et la réconciliation politique. Pour cela, 25 000 Marines débarquent. Les combats diminuent en intensité et la reconstruction progresse. L'administration Clinton, arrivée au pouvoir en janvier 1993, pousse l'ONU à s'impliquer davantage pour permettre aux États-Unis de réduire la taille de leurs forces déployées en Somalie. Le 26 mars 1993, l'ONU passe la résolution 814 qui créée une nouvelle force, ONUSOM II, qui entre en effet le 4 mai 1993 et a un rôle élargi à l'intervention militaire pour rétablir la paix. Les Marines quittent la Somalie et la participation américaine à ONUSOM II, appelée opération Continue Hope, se limite à environ 4 000 soldats américains : 2 600 soldats de soutien logistique à l'ONUSOM II, une force de réaction rapide (Quick reaction force ou QRF) fournie par la 10e division de montagne (infanterie légère) et un détachement de forces spéciales. Ces soldats sont placés sous une chaîne de commandement uniquement américaine, et ne passent sous les ordres de l'ONU que pour les ordres tactiques lors d'opérations de combat. Même dans ce cas, le commandant adjoint de l'ONUSOM II étant américain, les États-Unis sont assurés que leurs intérêts nationaux sont protégés. Parallèlement, l'amiral en retraite Jonathan Howe est nommé représentant spécial de l'ONU en Somalie.

### La montée des tensions entre l'ONU et Aidid
Alors que la réorganisation des forces était en cours, la rivalité entre factions somaliennes s'exacerbe. Dans la nuit du 6 au 7 mai, une bande attaque la ville de Kismaayo et se heurte à un bataillon parachutiste belge. L'enquête de l'ONU conclut que cette attaque fut menée par le Somali Patriotic Movement - Somali National Alliance (SPM/SNA) d'Omar Jess. Alors que l'ONUSOM II cherche à étendre ses opérations vers le centre de la Somalie, la radio de l'United Somali Congress/Somali National Alliance (USC/SNA) de Mohammed Farah Aidid critique ses actions. Aidid propose au cours du mois de mai de participer à une conférence pour déterminer l'avenir de la région centrale du pays, mais semble vouloir en contrôler la plupart des aspects. Lorsque cette conférence se tient à partir du 21 mai, Aidid et l'ONUSOM II s'opposent régulièrement sur l'ordre du jour, le lieu, la sécurité et les participants à la conférence. La propagande anti-ONUSOM de sa radio augmente, et des rapports de renseignements signalent que des armes et des « technicals » ont disparu des sites de stockage d'armes d'Aidid autorisés par l'ONU. Or un déplacement de ces armes sans notification et approbation de l'ONU constitue une violation des accords passés. En conséquence, l'ONUSOM décide une opération d'inspection de ces sites, qui est notifiée à l'avance à Aidid le 4 juin et qui est lancée le lendemain.
Le 5 juin 1993, les troupes pakistanaises de l'ONUSOM II inspectent simultanément les cinq sites autorisés d'Aidid. Les inspections se passent sans incident, à part une foule hostile qui force les troupes à se retirer précipitamment du site 5 (où se trouve également la radio d'Aidid). Les inspections montrent que les armes stockées sur place sont totalement différentes des inventaires déclarés à l'ONU. Les 25 technicals censés être stockés sur les sites ont disparu. Au cours de leur retour vers leurs bases, les unités pakistanaises tombent dans une série d'embuscades complexes impliquant l'utilisation de foules de femmes et d'enfants pour les bloquer, et d'armes collectives pour détruire leurs véhicules. Selon les sources, 23 à 25 soldats pakistanais sont tués et plus de 75 soldats de l'ONUSOM II sont blessés.

### Les premières opérations contre Aidid
Après cette embuscade, les hostilités sont ouvertes entre l'ONU et l'USC/SNA. Dès le lendemain de l'embuscade, le Conseil de sécurité des Nations unies passe la résolution 837 qui condamne les attaques préméditées du 5 juin, réaffirme le but de désarmer les factions et de neutraliser les émissions radio encourageant l'opposition à l'ONUSOM II, et autorise le secrétaire général des Nations unies à prendre toutes les mesures nécessaires contre les responsables de ces attaques. Le même jour, le représentant spécial du secrétaire général, Jonathan Howe, soumet une demande de moyens supplémentaires pour lutter contre Aidid, y compris une unité de forces spéciales, mais celle-ci fut refusée. En conséquence, les forces de l'ONUSOM II commencèrent leurs opérations contre la milice d'Aidid avec leurs propres moyens.
Le commandement des forces de l'ONUSOM II décida dans un premier temps de rétablir la sécurité à Mogadiscio, afin ensuite de sécuriser et contrôler les installations et les routes d'approvisionnement importantes, pour enfin permettre de neutraliser la milice de l'USC/SNA et radio Aidid. Le 7 juin, une force de quatre Lockheed AC-130 et deux Boeing KC-135 Stratotanker fut déployée dans la zone d'opérations en vue de futures opérations contre Aidid. Du 7 au 12 juin, les forces pakistanaises, marocaines et italiennes effectuèrent des missions d'ouverture de grands axes routiers de Mogadiscio. Le 12 juin, la QRF américaine, appuyée par des AC-130, attaqua les sites d'armes déclarés d'Aidid dont celui abritant sa radio. Les 13 et 14 juin, les AC-130 frappèrent le garage d'Osman Atto et le garage d'Aidid, soupçonnés d'être des caches d'armes illégales de l'USC/SNA. Les frappes furent suivies de nombreuses explosions secondaires, indiquant que les renseignements à leur sujet étaient corrects. Ces frappes étaient annoncées à l'avance pour permettre aux résidents à proximité de fuir et éviter ainsi de causer des pertes civiles. Le 17 juin, l'ONUSOM monta une opération pour fouiller le QG d'Aidid, impliquant une force multinationale :
- des troupes pakistanaises du 7e bataillon du régiment de la force frontalière, et du 6e bataillon du régiment du Penjab ;
- des troupes marocaines ;
- des troupes italiennes ;
- des troupes françaises d'un sous-groupement blindé motorisé notamment équipé de VAB du 9e RCP et d'ERC-90 Sagaie et VLRA du 5e RIAOM ;
- des éléments de la QRF américaine, notamment des équipes SF, pour la coordination et le guidage d'appui aérien, auprès des autres nationalités, en véhicules DMV (Desert Mobility Vehicle, sur base de Humvee).

Les troupes pakistanaises purent entrer dans le complexe sans difficulté, mais les troupes marocaines furent soumises à des tirs intenses de miliciens dissimulés derrière des foules de femmes et d'enfants, ainsi que dans l'hôpital Digfer situé à proximité. Le chef de corps marocain fut tué et son adjoint blessé dès le début de l'engagement. Après environ 1 h 30, le groupe français fut envoyé dégager les Marocains. La fouille du complexe terminée, les Pakistanais se replièrent vers 14 h 30, les Français fouillèrent plusieurs bâtiments à la recherche de miliciens. Les hélicoptères de la QRF furent utilisés aussi bien pour de l'appui aérien direct au canon de 20 mm ou au missile TOW, pour désigner des cibles aux forces terrestres et pour tenter de disperser les foules avec du gaz CS. Après environ sept heures de combat, les forces onusiennes se replièrent, ayant eu cinq morts et 46 blessés.
Ce même jour, l'amiral Howe émit un mandat d'arrêt contre Aidid et offrit une récompense de 25 000 dollars pour sa capture. Guère intimidé, Aidid répliqua en promettant une somme d'un million de dollars pour la capture de l'amiral Howe. Sa radio continuait à diffuser sa propagande via des émetteurs clandestins. La chasse faite à Aidid - et son échec - grandissait la réputation de celui-ci.
Des raids des forces de l'ONUSOM II et des escarmouches avec des milices pro-Aïdid continuent. Le 12 juillet 1993 se tient une réunion des aînés du clan d'Aïdid dans la maison de Abdi Hassan Awale pour discuter d'une proposition de paix de Howe. Considérant le lieu comme un centre de commandement de la SNA, des hélicoptères AH-1 Cobra de la QRF américaine tirent seize missiles TOW sur la maison. Cette attaque tue, selon la milice d'Aïdid, 73 personnes, dont des femmes et des enfants. Quatre journalistes occidentaux arrivant sur les lieux sont battus à mort par une foule furieuse. Parmi les Somaliens tués se trouvaient nombre de leaders modérés opposés aux actions d'Aïdid. Après ce jour, les membres du clan s'estiment en guerre contre les États-Unis.

### L'opération Gothic Serpent - Task Force Ranger

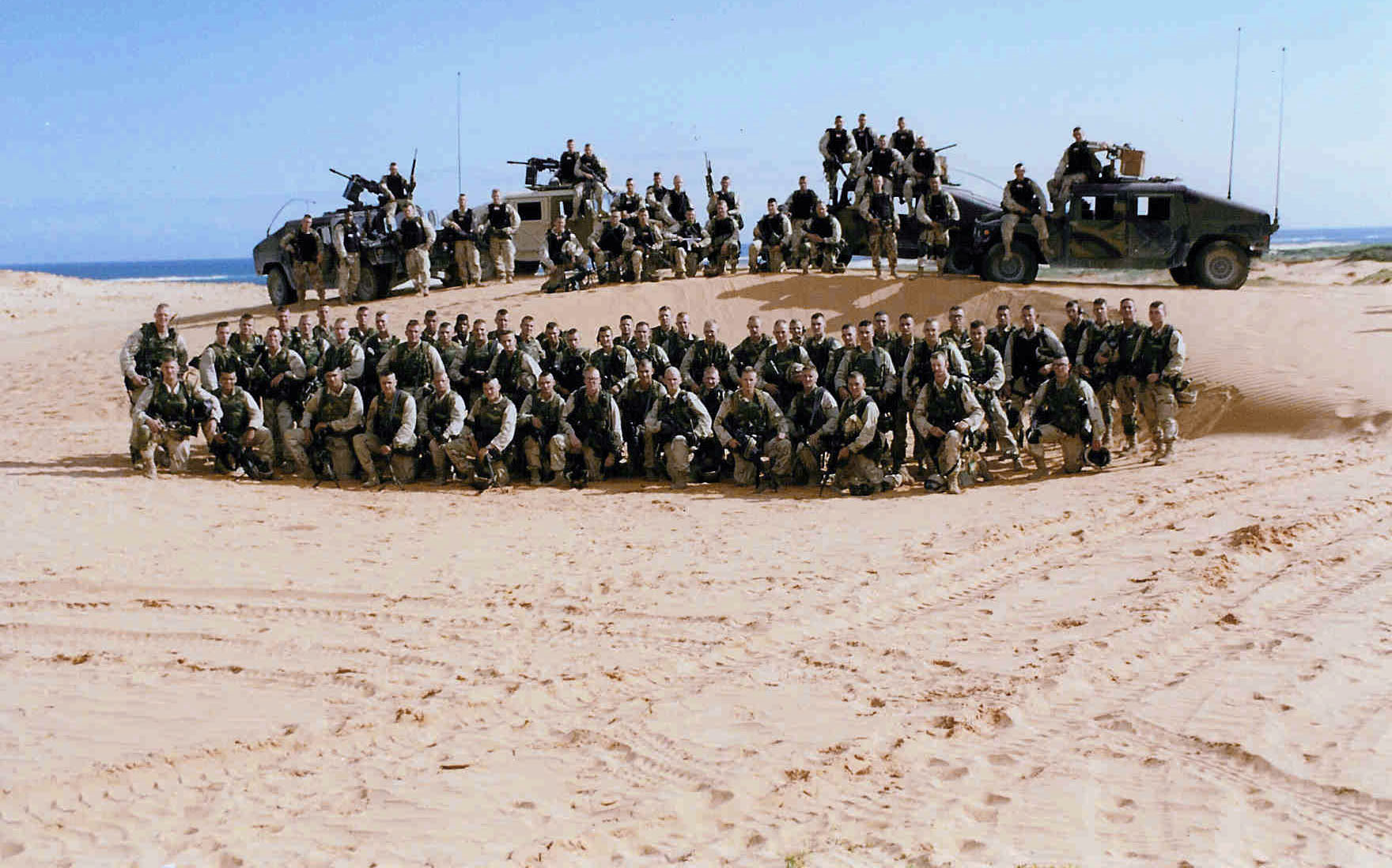
La compagnie Bravo du 3e bataillon du 75th Ranger Regiment en Somalie en 1993.

Après le décès de quatre de ses soldats le 8 août à la suite de l'explosion d'une bombe sur l'un de leurs véhicules par la milice d'Aidid, et sous la pression du Secrétaire Général de l'ONU d'envoyer plus d'hommes dans le but d'aider à appliquer la Résolution 837 votée par le Conseil de sécurité, le président américain Bill Clinton autorise l'envoi d'une unité interarmées de 450 Rangers et autres soldats des opérations spéciales. L'opération, qui dépasse le cadre de l'opération Restore Hope par les Nations unies, est entièrement sous contrôle américain et confiée au Joint Special Operations Command (JSOC).
Le 26 août, le major-général William F. Garrison, commandant du JSOC, déploie la Task Force Ranger (abrégée « TF Ranger ») qui regroupe les éléments suivants :
- l'escadron C du 1st Special Forces Operational Detachment-Delta (1st SFOD-D, « Delta Force ») ;
- la compagnie B du 3e Bataillon du 75th Ranger Regiment ;
- le 1er bataillon du 160th Special Operations Aviation Regiment (Airborne) (160th SOAR, « Night Stalkers ») dont 16 hélicoptères ;
- des Pararescuemen et Combat Controllers du 24th Special Tactics Squadron (en) de l'US Air Force ;
- quatre SEAL du SEAL Team Six (DEVGRU) de l'US Navy.

Au cours de la fin août et du mois de septembre, la Task Force Ranger conduisit six raids visant à capturer Aidid ou ses proches lieutenants aux lieux suivants :
- Lig Legato house, 28 août ;
- Old Russian Compound, 6 septembre ;
- maison d'Ahmen Jilao, 14 septembre ;
- Radio Mogadiscio, 17 septembre ;
- garage d'Osman Atto, 18 septembre ;
- capture d'Osman Atto le 21 septembre[11].

## Les combats des 3 et 4 octobre

Carte de Mogadiscio avec en rouge les zones de combats et les lieux de crash des hélicoptères.

### La préparation
Le 3 octobre, un informateur somalien de la CIA apprend aux Américains qu'une importante réunion du clan d'Aidid doit réunir deux des principaux lieutenants de celui-ci, Omar Salad et Abdi « Qeybdid » Hassan Awale. La réunion a lieu dans l'après-midi, près du marché de Bakara situé dans un quartier tenu par les milices d'Aidid, appelé « le quartier de la Mer Noire ». Le commandement américain met sur pied une opération visant à capturer les hommes participant à cette réunion.
Le plan prévoit que 40 opérateurs de la Delta Force prendront d'assaut le bâtiment de la réunion et captureront tous les hommes présents sur place, pendant que 75 des Rangers sécuriseront la zone autour du bâtiment. Les deux unités seront héliportées par 16 hélicoptères du 160th SOAR.
Un convoi terrestre de douze Humvees et de camions de cinq tonnes, mené par un autre groupe de 52 Rangers renforcé de quelques Delta et des cinq SEAL du SEAL Team Six, est chargé de récupérer les troupes héliportées et leurs prisonniers. Le commandement compte sur l'effet de surprise et la rapidité des troupes pour prendre de vitesse les milices du quartier.

### Le raid

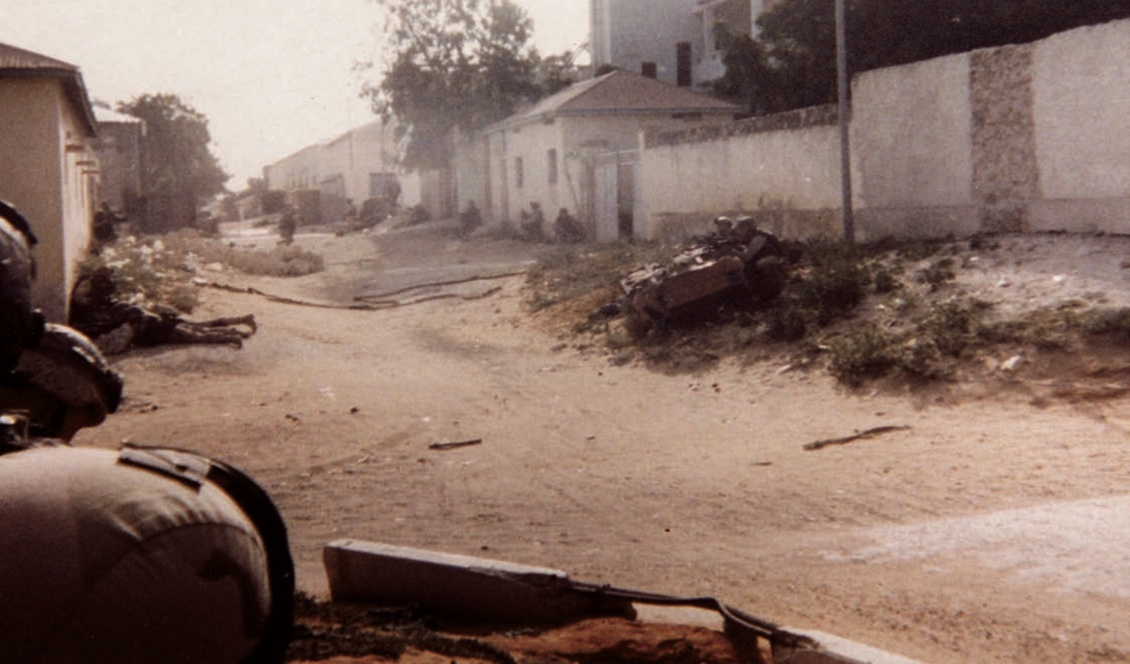
Rangers au combat, 3 octobre 1993.

Le raid débute peu après 15 h 30, et commence par se dérouler comme prévu. Les Delta capturent 24 personnes dans le bâtiment, dont Omar Salad, Mohamed Hassan Awale (que l'informateur somalien de la CIA avait confondu avec Abdi « Qeybdid » Hassan Awale). Le principal accroc est qu'un des Rangers, Todd Blackburn, chute d'un hélicoptère et tombe de plus de dix mètres de hauteur. Cependant, les miliciens somaliens, bien que pris de court par l'attaque-surprise, réagissent avec une rapidité et une efficacité inattendues, aidés en cela par les Américains qui mettent plus de temps que prévu pour effectuer la jonction entre le convoi et les unités héliportées. Très rapidement, les deux groupes subissent des tirs nourris ; plusieurs soldats américains sont blessés, et un camion est même mis hors service par un tir de roquette.
Todd Blackburn est transporté par des membres de son groupe jusqu'au convoi, qui détache trois Humvees pour l'évacuer d'urgence à la base de la TF Ranger. Ces trois véhicules subissent des tirs nourris pendant leur retour, au cours duquel le mitrailleur d'un des véhicules, le sergent Dominick Pilla, est tué, et deux autres Américains sont blessés.

### Hélicoptères abattus
Vers 16 h 20, alors que le reste du convoi n'a pas encore quitté les lieux, un des hélicoptères MH-60 Black Hawk, indicatif Super 6-1, est touché par un tir de roquette. Son rotor de queue atteint, l'hélicoptère touché s'écrase à quelques rues du bâtiment-cible des Américains. Le commandement américain réagit en envoyant d'abord une unité de sauvetage placée dans un autre hélicoptère volant au-dessus de la ville pour un pareil cas, renforcé d'un des détachements de Rangers héliportés. Le pilote et le copilote de Super 6-1 ont été tués sur le coup lors du crash, mais les soldats en cabine ont survécu. L'un d'entre eux, Daniel Busch, a été gravement blessé en résistant autour de l'épave. Un des MH-6 Little Bird se pose à proximité de l'épave et parvient à embarquer Busch et l'évacue vers la base américaine - il décédera avant d'y arriver. Entre-temps, les troupes envoyées atteignent le lieu de l'épave et établissent un périmètre de sécurité d'où ils repoussent comme ils le peuvent les miliciens.
Les Rangers et Delta héliportés se trouvant encore au bâtiment-cible décident de rejoindre le site de crash à pied. En même temps, le convoi quitte la zone et tente également de rallier le site de crash. Gêné par des barrages établis à la va-vite par les Somaliens, ne pouvant être guidé efficacement par les aéronefs volant au-dessus de la ville, le convoi se perd et subit de lourdes pertes. Vers 17 h, soit moins de trente minutes plus tard, le convoi compte trois morts, plus de la moitié de son effectif blessé (dont deux ne survivront pas à leurs blessures), et est passé à deux reprises à hauteur de la rue où Super 6-1 s'est écrasé sans pouvoir s'en approcher plus, celle-ci étant trop étroite. Son commandant décide d'abandonner et de rentrer à la base. Les troupes ayant cherché à atteindre le site à pied rencontrent également une résistance trop importante, un des Delta étant tué. Seule une partie parvient à rejoindre leurs camarades, l'autre en restant séparée par une rue où le volume de feu est tel qu'elle est infranchissable. Au total, près de cent soldats sont encerclés autour de l'épave et occupent plusieurs bâtiments contigus.

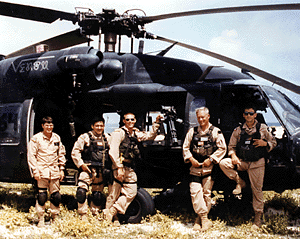
L'équipage du Super 6-4 un mois avant cette bataille. Winn Mahuron, Tommy Field, Bill Cleveland, Ray Frank et Michael Durant.
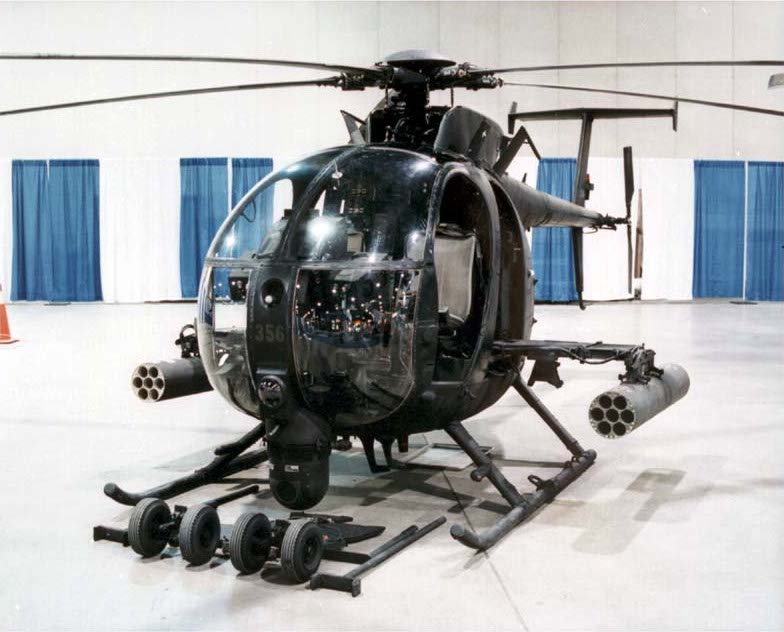
Un AH-6 Little Bird.

Entre-temps, vers 16 h 40, une roquette touche l'hélicoptère Super 6-4 piloté par Michael Durant, qui s'écrase à plusieurs centaines de mètres au sud des lieux des combats. La TF Ranger n'a presque plus de réserves à engager, et fait appel à la 10e division de montagne (10th MD). Un convoi constitué de soldats de la 10th MD et des véhicules ayant évacué Todd Blackburn est envoyé à son secours, mais il rencontre les mêmes difficultés que le premier convoi vers Super 6-1 et ne peut atteindre l'épave de l'appareil de Durant. Deux tireurs d'élite de la « Delta Force », Gary Gordon et Randall Shughart, chargés de couvrir l'épave de Super 6-4 depuis un autre hélicoptère, se portent volontaires pour être déposés au sol. Leur initiative est acceptée après deux refus, et leur hélicoptère les dépose. Les deux opérateurs Delta tentent de mettre à l'abri les quatre membres d'équipage, tous blessés mais encore vivants, et résistent face aux miliciens qui commencent à attaquer le second site de crash. Les deux opérateurs Delta résisteront pendant environ une heure mais seront tués l'un après l'autre. Ils seront décorés de la Medal of Honor à titre posthume, décoration qui n'avait plus été remise depuis la guerre du Viêt Nam. Michael Durant, grièvement blessé, sera capturé et retenu prisonnier durant onze jours par les Somaliens. Les autres membres d'équipage de l'appareil seront tués dans des circonstances non élucidées, mais très probablement sur le site même du crash en même temps que Gordon et Shughart. Certains cadavres sont déshabillés et traînés dans les rues, sous les caméras de journalistes.
La centaine d'hommes encerclée autour de l'épave de Super 6-1 est forcée de passer la nuit sur place. Ils réunissent cadavres et blessés, sauf celui du pilote Cliff Wolcott, qui est coincé dans l'épave.

### Renfort des blindés

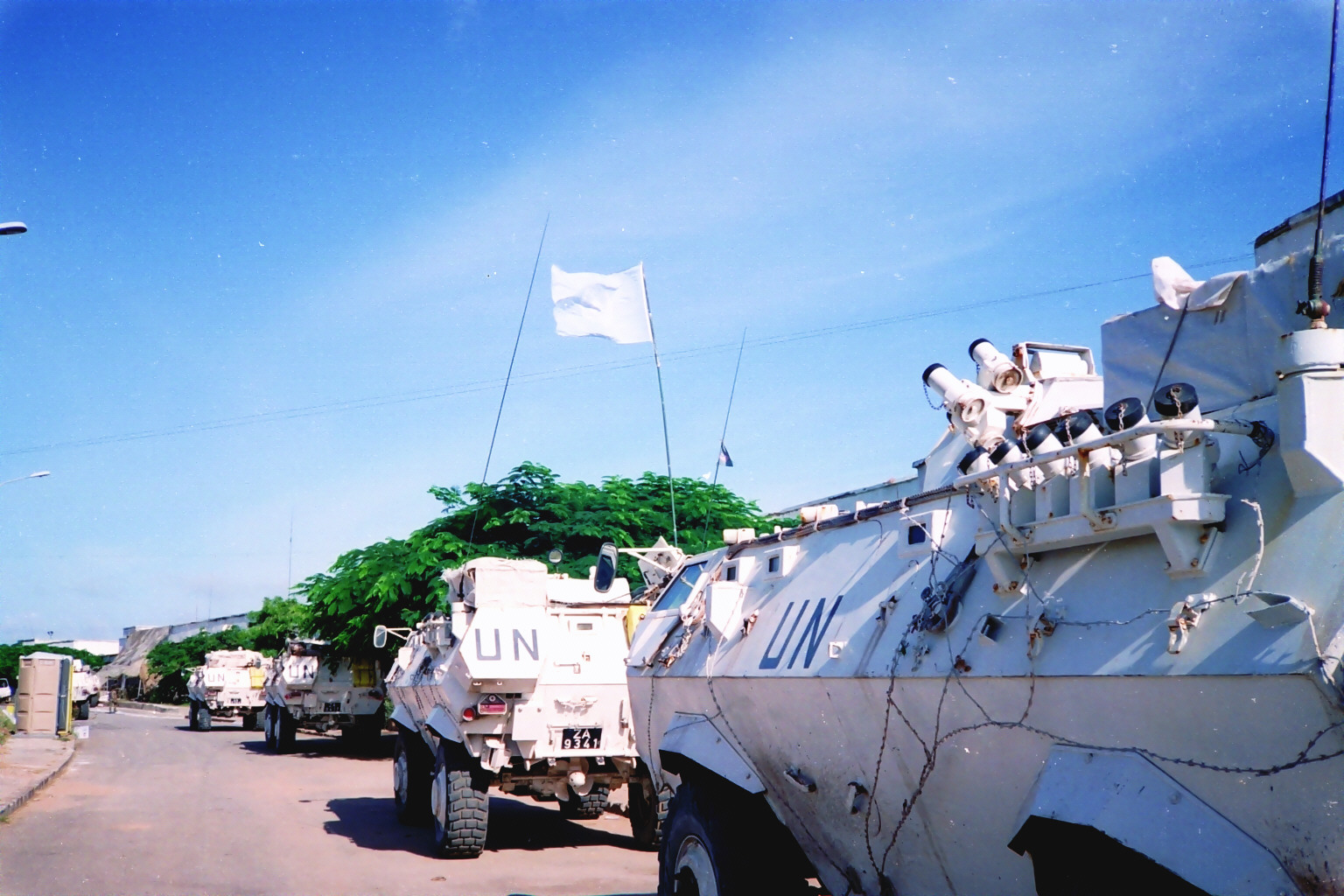
Des Condor des Forces armées malaisiennes en Somalie sous les couleurs des Nations Unies.

Comprenant la nécessité d'avoir des blindés, le commandement américain fait appel aux soldats pakistanais et malaisiens de la force onusienne. Un convoi réunissant quatre chars pakistanais, vingt-quatre blindés Condor (APC) malaisiens de fabrication ouest-allemande chargés de fantassins de la 10e division de montagne, ainsi que divers véhicules et soldats de la 10th MD et de la TF Ranger, est organisé.
Partant vers 23 h 30, ce convoi, séparé en deux, atteint les zones de crash à 2 h du matin le 4 octobre. La moitié du convoi qui arrive sur les lieux du crash de Super 6-1 charge les blessés mais met plusieurs heures à dégager le corps de Wolcott. L'autre moitié du convoi est obligée de progresser à pied pour atteindre l'épave de Super 6-4 sur un site désormais vide, mais n'y trouve ni l'équipage ni les deux opérateurs Delta déposés et quitte rapidement les lieux.
Vers 5 h 30, le convoi quitte les lieux de Super 6-1. Une vingtaine de Rangers et de Delta, les derniers à embarquer, ne trouvent pas de place dans les derniers blindés du convoi qui a commencé à se mettre en route. Laissés derrière, ils rattrapent le convoi en courant, sous le feu des miliciens, convoi qui s'est arrêté au croisement de National Street et Hawlwadig Road, environ cinq pâtés de maisons au sud de l'hôtel Olympic. Le convoi atteint le stade qui sert de base aux casques bleus pakistanais vers 6 h 30.

## Conséquences de la bataille

### Les pertes

#### Américains et alliés
18 soldats américains furent tués dans les combats du 3 octobre, et un 19e le 6 octobre, et 105 furent blessés.
| Nom                                                                     | Action                                                                                        | Décoration[réf. nécessaire]                                                        |
| Delta Force                                                             | Delta Force                                                                                   | Delta Force                                                                        |
| ----------------------------------------------------------------------- | --------------------------------------------------------------------------------------------- | ---------------------------------------------------------------------------------- |
| SSG Daniel Busch                                                        | était dans Super 6-1 lors du crash, tué en défendant le site                                  | Silver Star, Purple Heart                                                          |
| SFC Earl Fillmore                                                       | tué en allant à pied sur le lieu du crash de Super 6-1                                        | Silver Star, Purple Heart                                                          |
| MSG Gary Gordon                                                         | tué en défendant l'équipage de Super 6-4                                                      | Medal of Honor                                                                     |
| SFC Randall Shughart                                                    | tué en défendant l'équipage de Super 6-4                                                      | Medal of Honor                                                                     |
| MSG Tim « Griz » Martin                                                 | gravement blessé dans le convoi égaré, décède des suites de ses blessures                     | Silver Star, Purple Heart                                                          |
| SFC Matt Rierson                                                        | tué le 6 octobre par un tir de mortier sur la base américaine                                 | Silver Star                                                                        |
| 160th Special Operations Aviation Regiment (Airborne) « Nightstalkers » |                                                                                               |                                                                                    |
| CW4 Clifton P. Wolcott                                                  | pilote de Super 6-1, tué dans le crash de son appareil                                        | Distinguished Flying Cross, Bronze Star, Air Medal avec Valor Device, Purple Heart |
| CW3 Donovan « Bull » Briley                                             | copilote de Super 6-1, tué dans le crash de l'appareil                                        | Distinguished Flying Cross, Bronze Star, Air Medal avec Valor Device, Purple Heart |
| CW4 Raymond Frank                                                       | copilote de Super 6-4, tué                                                                    | Silver Star, Air Medal avec Valor Device, Purple Heart                             |
| SSG William Cleveland                                                   | chef de cabine de Super 6-4, tué                                                              | Silver Star, Bronze Star, Air Medal avec Valor Device, Purple Heart                |
| SSG Thomas Field                                                        | chef de cabine de Super 6-4, tué                                                              | Silver Star, Bronze Star, Air Medal avec Valor Device, Purple Heart                |
| 75th Ranger Regiment                                                    |                                                                                               |                                                                                    |
| SGT Dominick Pilla                                                      | tué dans le convoi évacuant Todd Blackburn                                                    | Bronze Star avec Valor Device, Purple Heart                                        |
| PFC Richard « Alphabet » Kowalewski                                     | tué dans le convoi égaré                                                                      | Bronze Star avec Valor Device, Purple Heart                                        |
| SGT James « Casey » Joyce                                               | tué dans le convoi égaré                                                                      | Bronze Star avec Valor Device, Purple Heart                                        |
| SPC James Cavaco                                                        | tué dans le convoi égaré                                                                      | Bronze Star avec Valor Device, Purple Heart                                        |
| CPL James E. « Jamie » Smith                                            | blessé à l'artère fémorale autour de l'épave de Super 6-1, décède des suites de ses blessures | Bronze Star avec Valor Device et feuilles de chêne, Purple Heart                   |
| SGT Lorenzo Ruiz                                                        | blessé dans le convoi égaré, décède des suites de ses blessures                               | Bronze Star avec Valor Device, Purple Heart                                        |
| 10e division de montagne (infanterie légère)                            |                                                                                               |                                                                                    |
| SGT Cornell Houston                                                     | blessé dans le convoi de sauvetage, décède des suites de ses blessures le 6 octobre           | Bronze Star avec Valor Device, La De Fleury Medal                                  |
| PFC James Martin                                                        | tué dans le convoi de sauvetage                                                               | Purple Heart                                                                       |

Un soldat malaisien du 19 bataillon du Rejimen Askar Melayu DiRaja (RAMD, régiment malaisien royal mécanisé) fut tué dans le convoi de sauvetage :
- soldat Mat Aznan Awang (promu caporal à titre posthume)

#### Somaliens
En l'absence d'État fonctionnel à la tête du pays et du chaos engendré par la guerre civile, il est difficile de dresser un bilan précis des pertes somaliennes. Les leaders de la SNA déclarèrent avoir eu 312 tués et 814 blessés. Un « capitaine » de la SNA affirma que 133 miliciens avaient été tués.
Les données de certains hôpitaux de Mogadiscio et d'ONG permettent d'estimer à au moins 150 morts les pertes somaliennes, dont environ un tiers serait constitué de non-combattants. L'ambassadeur américain Robert Oakley déclarera par la suite que plus de 200 Somaliens auraient été tués dans les combats du 3 et 4 octobre. Les estimations actuelles, basées sur des témoignages à la fois américains et somaliens, font état de près de 800 Somaliens tués dont plus des deux tiers étaient des civils[réf. nécessaire].

### Le repli américain

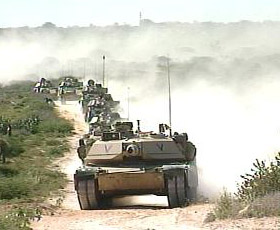
Colonne de M1A1 Abrams et M2 Bradley du 64th Armor Regiment en Somalie en janvier 1994.

Après la bataille, l'ambassadeur Robert Oakley fut envoyé négocier avec la SNA, en même temps que l'armée américaine déployait des troupes supplémentaires en Somalie, entre le 5 et 13 octobre, des éléments du 1er bataillon du 64e régiment blindé de la 24e division d'infanterie soit 1 300 hommes équipés de 18 chars M1A1 Abrams et 44 véhicules de combat d'infanterie M2 Bradley sont transportés par 56 vols de C-5 et C-141. Oakley exigea et obtint, sous la menace d'une offensive américaine, que Michael Durant soit libéré et les corps des soldats tués sur le site de Super 6-4 soient restitués aux Américains avant toute négociation politique.
Le 6 octobre 1993, au cours d'une intervention télévisée, le président Bill Clinton annonça la fin des opérations contre Aidid. Le 25 mars 1994, la quasi-totalité des soldats américains quittèrent la Somalie. Seuls quelques centaines de soldats restèrent pour assurer le retrait des forces américaines. En mars 1995, tout le personnel américain avait quitté la Somalie.
Le 1er août 1996, Mohamed Farrah Aidid est tué au cours d'un affrontement entre clans rivaux.

## Dans la culture
La Chute du faucon noir, film de Ridley Scott inspiré des combats de Mogadiscio.
Plusieurs jeux vidéo sont inspirés de la bataille de Mogadiscio : Delta Force: Black Hawk Down (2004) et Terrorist Takedown : Opération Mogadiscio (2006). La carte multijoueur « Bakara » de Call of Duty: Modern Warfare 3 y fait également référence.

### Documentaires télévisés
- La chute du Faucon noir, 4e épisode de la 6e saison de La Minute de vérité sur National Geographic Channel et sur Direct 8.